# Simulium fuscopilosum
Simulium fuscopilosum es una especie de insecto del género Simulium, familia Simuliidae, orden Diptera.
Fue descrita científicamente por Edwards, 1928.